# X-57 Maxwell

«X-57 Maxwell» — прототип самолёта, полностью работающего на электричестве.
Самолёт назван в честь шотландского физика Джеймса Максвелла, сделавшего ряд открытий в области электромагнетизма.
Разработан в NASA и впервые представлен 17 июня 2016 года на ежегодном форуме Американского института аэронавтики и астронавтики в Вашингтоне.
X-57 Maxwell создан на базе итальянского лёгкого двухмоторного самолёта Tecnam P2006T.
СX-57 Maxwell имеет 14 пропеллерных двигателей, которые встроены в уникальные по своей конструкции крылья. Из них 12 двигателей на передней кромке крыла включаются только при разгоне, отрыве и посадке, а два больших винта по краям крыльев предназначены для движения на крейсерской скорости.
Энергию самолёт получает от установленных внутри аккумуляторов, которые занимают около 70 % объёма самолёта. Заряжаться они могут как от сети на земле, так и от солнечных батарей в полёте. Без подзарядки на одном заряде самолёт способен пролететь до 160 км.
По мнению разработчиков, электрические двигатели смогут сделать самолёты более тихими, эффективными и экологически чистыми.
Глава NАSА Чарльз Болден заявил на форуме, что разработка этого прототипа шла около 10 лет.
Конструкторы самолёта попытаются подтвердить идею, что распределение электроэнергии между встроенными в крылья летательного аппарата пропеллерными двигателями приведёт к пятикратному снижению энергии, необходимой для полёта частного самолёта на скорости 175 миль в час (около 280 км/ч).
Данная технология позволит исключить выбросы углекислого газа в атмосферу и продемонстрирует сокращение спроса на авиационное топливо на основе свинца, которое до сих пор используется в гражданской авиации. Кроме этого технология позволит сократить расходы на топливо, а также снизить общие эксплуатационные расходы для небольших воздушных судов на 40 % при сохранении высоких скоростей полёта.
Тем самым разработчики прототипа планируют достичь более высокой эффективности по сравнению с традиционными машинами, летающими на керосине. Современные реактивные самолёты зачастую прибегают к экономии топлива, снижая номинальную скорость полёта. Самолёты на электрической тяге, наподобие X-57, смогут летать на максимальной скорости без снижения экономичности.